# Morosbisdus

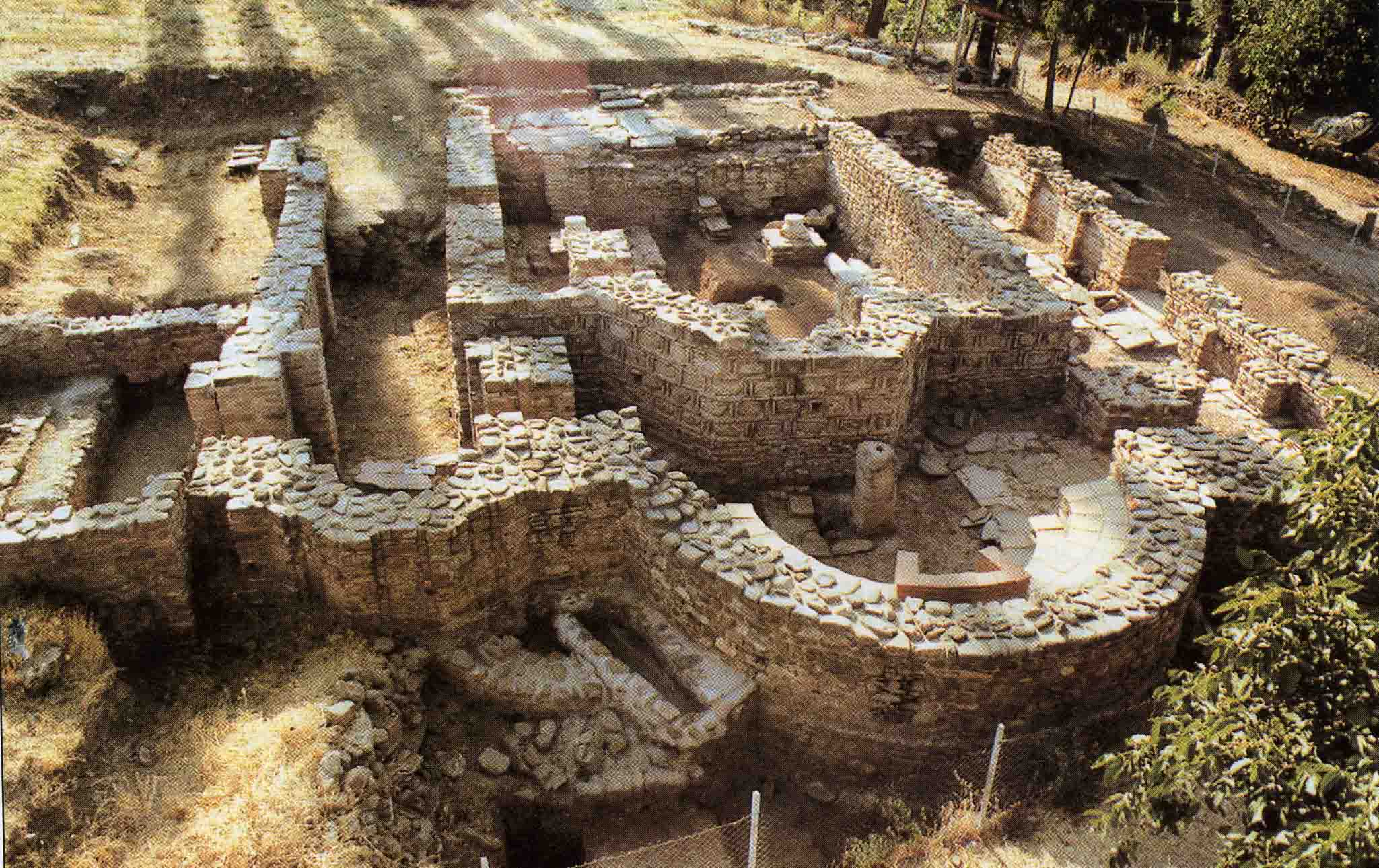
Ruiny dawnego miasta Morosbisdus

Morosbisdus (łac. Diocesis Morosbisdensis) – stolica historycznej diecezji na Bałkanach, istniejąca ok. XI wieku. Sufragania archidiecezji Ochryda. Współcześnie miasto Morodvis we wschodniej Macedonii. Obecnie katolickie biskupstwo tytularne.

## Biskupi tytularni
| Lp. | Biskup              | Funkcja                                  | Od                | Do            |
| --- | ------------------- | ---------------------------------------- | ----------------- | ------------- |
| 1   | John Raymond McGann | biskup pomocniczy Rockville Centre (USA) | 12 listopada 1970 | 3 maja 1976   |
| 2   | George Avis Fulcher | biskup pomocniczy Columbus (USA)         | 24 maja 1976      | 8 lutego 1983 |
| 3   | James Thomas McHugh | biskup pomocniczy Newark (USA)           | 20 listopada 1987 | 13 maja 1989  |
| 4   | Edward Grosz        | biskup pomocniczy Buffalo (USA)          | 22 listopada 1989 |               |